# Ziff Davis

Ziff Davis Inc. (ZD)は、アメリカ合衆国のインターネット向けのコンテンツを供給する企業である。
後述するように、1990年代以降頻繁に部門売却を行っており、それに伴い「Ziff Davis」のブランド名を使用する複数の企業が存在しているため、関係に注意が必要である。

## 沿革
1927年にシカゴでWilliam B. Ziff Sr.と Bernard G. Davisによって設立された。大半の歴史は愛好家向けの出版でしばしば自動車、写真、エレクトロニクスのような高価な趣味に焦点をあてた。1984年Ziff Davisは消費者向け雑誌の大部分をCBSに、業界誌をニューズ・コーポレーションに売却し、コンピュータと技術に焦点をあてた出版社となった。その後、ZDNetなど出版物に関連する複数のウェブサイトを立ち上げた。
Ziff Davisは1970年代半ば以降、複数の放送会社（「WRDW-TV」「WEYI-TV」「WROC-TV」など）を所有していた。1998年には「ZDTV」という独自チャンネルを立ち上げるが、2000年にそれらテレビ部門をポール・アレン率いるバルカン・ベンチャーズに売却した（売却後に「TechTV」とチャンネル名を変更）。
1995年にはソフトバンクが同社を買収し傘下に収めた。1998年にはニューヨーク証券取引所に上場するが、1999年に出版部門を切り離して売却、2000年には前述の通りテレビ部門も売却し、同年7月に当時ZDNetなどを運営していたネットメディア部門がCNETに吸収合併された。2008年CNETがCBSコーポレーション（現・バイアコムCBS）に買収されCBSインタラクティブの一部に、2020年、レッド・ベンチャーズがバイアコムCBSからCNETメディアグループを買収したため、2022年現在、「ZDNet」のブランドは、レッド・ベンチャーズが保有、日本では朝日新聞社傘下の朝日インタラクティブが管理している。
投資会社Willis Stein & Partnersに買収された出版部門は社名を「Ziff Davis Media」と改め事業を行うが売り上げが下降し、Ziff Davis Mediaは2007年にエンタープライズ部門（eWEEK、Baseline, CIO Insight）を売却するなどの方法で生き残りを図るが、2008年3月5日に連邦倒産法第11章の適用を受け事実上倒産。その後2010年にボストンの投資会社・Great Hill Partnersが同社を買収するが、2012年にはアメリカでクラウドサービスを手がけるJ2 Globalに売却されている。その後2013年にはIGNの買収を発表し傘下に収めている。2017年11月、オンラインメディア企業のマッシャブルを5000万ドルで買収した。2021年10月J2 Global, Inc.はConsensus Cloud Solutions, Inc.をスピンオフし社名「Ziff Davis, Inc.」に変更した。
一方で2007年に売却されたエンタープライズ部門は「Ziff Davis Enterprise」となり、「Linuxdevices.com」「Desktoplinux.com」などのサイトを運営していたが、2012年にQuinStreetに買収された。しかしQuinStreetは大幅な人員カット・サイト閉鎖を行い、ほとんどのサイトは閉鎖された。2020年5月eWEEK、Baseline, CIO Insightの旧エンタープライズ部門はTechnologyAdviceに譲渡された。

## 所有メディア
- Mashable
- PC Magazine
- ExtremeTech
- Downdetector
- RetailMeNot
- BlackFriday.com
- BestBlackFriday.com
- TheBlackFriday.com
- Offers.com
- AskMen
- IGN
- Humble Bundle
- EverydayHealth
- Toolbox.com

## 旧メディア
- ポピュラーエレクトロニクス
- 1UP.com
- Geek.com